# Dubník (Červenica)
Dubník je stará hornická osada v katastru obce Červenica. V minulosti ji obývali horníci pracující v nedalekých opálových dolech, brusiči opálů a báňští úředníci. Nejvíce obyvatel měl Dubník v 19. století, s úpadkem těžby opálů na začátku 20. století se osada prakticky vylidnila.
Dnes je v osadě už jen jediný původní dům, který používají lesníci jako hospodářskou budovu. V roce 1990 byla zbořena původní brusírna opálů a několik dalších budov. V těsné blízkosti osady jsou stopy po staré hornické činnosti a naučná stezka vybudovaná nadací Dubnických opálových dolů.